# 腾越道
腾越道，中华民国初期设置的道。
1913年4月改迤西道置滇西道，治腾冲县（今云南腾冲市）。1914年6月滇西道改置腾越道，属云南省。下辖腾冲县、永昌县、永平县、永康县、龙陵县、太和县、云南县、洱源县、赵县、邓川县、宾川县、云龙县、弥渡县、丽江县、兰坪县、鹤庆县、剑川县、维西县、中甸县、蒙化县、漾濞县、永北县、华坪县、姚安县、镇南县、大姚县、盐丰县、顺宁县、云县等县。辖境约当今云南省德钦、香格里拉、宁蒗、华坪、永仁、大姚、姚安等县以西，瑞丽、畹町、潞西、龙陵、镇康、耿马（北部）、云县、南涧、南华等市县以北地区及四川省攀枝花市金沙江南岸地。1929年废。